# Stan Laurel
Stan Laurel, nato Arthur Stanley Jefferson (Ulverston, 16 giugno 1890 – Santa Monica, 23 febbraio 1965), è stato un attore, comico, regista, produttore cinematografico e sceneggiatore britannico.

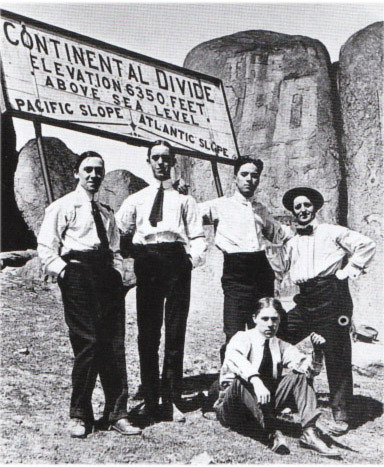
Stan Laurel insieme a Charlie Chaplin

Stan Laurel, meglio conosciuto per il ruolo di Stanlio del duo comico Stanlio e Ollio (Laurel & Hardy), formato insieme ad Oliver Hardy, «è considerato uno dei più grandi attori comici di tutti i tempi; agilissimo nella sua fisicità e geniale nell'invenzione comica, ha innovato profondamente il modo di recitare la comicità per le sue capacità di rendere ricco di particolari intriganti un individuo "apparentemente stupido".» I suoi giochi di parole molto spesso erano frasi semplici, ma venivano espresse con variopinte e bizzarre combinazioni.

## Biografia

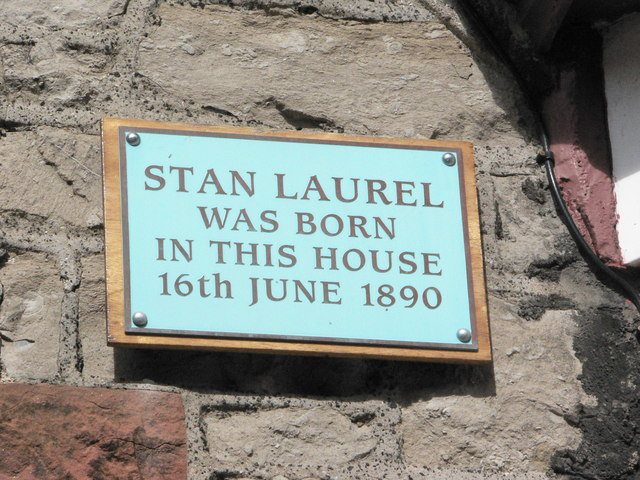
Targa commemorativa sulla casa natale di Stan Laurel a Ulverston

Stan Laurel nacque ad Ulverston il 16 giugno 1890, una città della Cumbria (Inghilterra settentrionale). La sua famiglia era immersa nel mondo dello spettacolo: il padre, Arthur J. Jefferson (1862-1949), era infatti un artista multiforme in quanto attore, autore, regista, impresario di alcuni teatri inglesi; la madre, Madge Metcalfe (1860-1908), era un'attrice drammatica, molto apprezzata da pubblico e critica.
Il piccolo Stan, al secolo Arthur Stanley Jefferson, era un vivace bambino con una grande voglia di ridere e far ridere, a volte anche nei luoghi meno adatti come durante le lezioni a scuola: un comportamento questo che certo non giovò molto ai suoi studi. Stanley fu uno studente irregolare, anche perché la sua famiglia cambiava a volte città, seguendo la carriera zingaresca del padre, che mise fine al suo girovagare solo nel 1901, stabilendosi definitivamente a Glasgow, Scozia. Un anno prima, nel 1900, Stan ebbe l'occasione di esibirsi a North Shields per la prima volta in pubblico, durante la parata militare per celebrare la liberazione della cittadina di Mafeking dall'assedio avvenuto durante la seconda guerra boera (1899).

### Debutto
Stan dovette aspettare il 1906, quando aveva appena 16 anni, per un vero debutto in un teatro e per giunta di nascosto dal padre, che avrebbe preferito un figlio impresario e non attore, soprattutto non attore comico. Grazie ad Albert Pickard, proprietario del teatro Britannia Theatre di Glasgow, Stan ebbe l'opportunità di partecipare ad uno spettacolo di music-hall dove ricevette grandi applausi per un numero che secondo lui era invece «terribile». La carriera teatrale di Stan si avviò così in piccole parti negli spettacoli di pantomima, soprattutto nella compagnia "Levy and Cardwell", specializzata in sketch con attori bambini. Il primo di questa serie di spettacoli fu The Sleeping Beauty (La bella addormentata), nel 1907.
La svolta avvenne quando entrò - alla fine del 1909 - nella compagnia di Fred Karno. Il suo gruppo d'attori aveva a capo un giovane comico più anziano di Stan di un anno: Charles Chaplin. Stan e Chaplin, dividendosi la camera d'albergo e un paio di momenti piacevoli fuori dalle scene, recitarono insieme in due tournée teatrali negli Stati Uniti (1910 e 1912). Il giovane Jefferson fu assunto come "sostituto" di Chaplin: evidentemente Karno aveva riconosciuto in lui grandi potenzialità di attore comico, anche se non ebbe occasione di sostituirlo.
Stan si accontentò dei ruoli marginali che gli affidavano recitando nei maggiori sketch della Karno Company: Mumming Birds, Skating, Jimmy the Fearless e The Wow-Wows. Per lo sketch di Jimmy accadde qualcosa di veramente curioso: il ruolo principale era stato offerto a Chaplin, ma questi inspiegabilmente rifiutò regalando così la parte a Stan. Quando Stan nell'aprile 1910 andò in scena nelle prime due serate, il successo fu clamoroso.
Chaplin, ancora una volta senza un chiaro motivo, reclamò il ruolo che gli era stato offerto e da lui rifiutato e naturalmente gli fu concesso. Nel 1911, Stan lasciò la compagnia per tentare - nella temerarietà e coraggio dei suoi 21 anni - di mettere in scena con un ex membro della Karno, Arthur Dandoe (con il quale aveva formato il duo "The Barto Brothers"), uno sketch scritto da lui, Rum 'Uns from Rome, ma il tentativo fallì e Stan tornò nella compagnia di Karno.

### Il Vaudeville

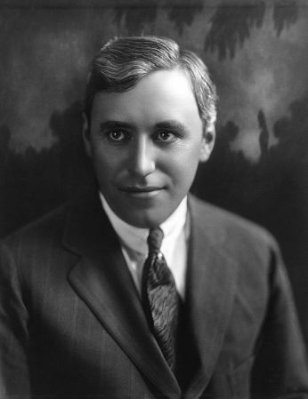
Mack Sennett

La seconda tournée del 1912 negli States, che si svolse con grande successo di pubblico, fu fortunata per Chaplin che fu notato e subito chiamato da Mack Sennett che lo voleva nella sua compagnia cinematografica; altrettanta fortuna non ebbe invece il resto della compagnia, che si sciolse mesi dopo l'uscita di Charlot perché gli impresari (e il pubblico) non si divertivano con i suoi sostituti. Accusa di scarsa comicità che, nonostante il suo ruolo ufficiale, sembra non riguardasse Stan poiché egli era stato completamente ignorato.
Lasciato anche lui Karno, Stan decise di restare ugualmente in America e tentare la fortuna. Si unì nuovamente ad ex membri della compagnia di Karno, stavolta con una coppia di coniugi, Edgar ed Ellen (Wren) Hurley, con i quali formò il gruppo "The Three Comiques". Il nome fu poi cambiato in "The Keystone Trio": con quest'ultimo nome, Stan e gli Hurley portavano in scena le comiche di Charlot, con il ruolo del vagabondo affidato ovviamente a Stan, il quale, avendo recitato insieme a lui nel teatro di varietà, conosceva benissimo la mimica di Chaplin dei primi anni 1914-15.
Non si hanno ulteriori informazioni dell'eventuale successo o fallimento dello spettacolo del trio se non il fatto che per iniziativa di Edgar, desideroso di una carriera da "solista", Stan dovette sostituire gli Hurley con un'altra coppia di coniugi, Alice e Baldwin Cooke. Stavolta le cose andarono meglio (i Cooke diventeranno attori secondari nelle comiche di Laurel e Hardy) e lo "Stan Jefferson Trio" - questo il nuovo nome - girò, senza però grandi successi, in teatri di provincia.

### Il primo film (1917)

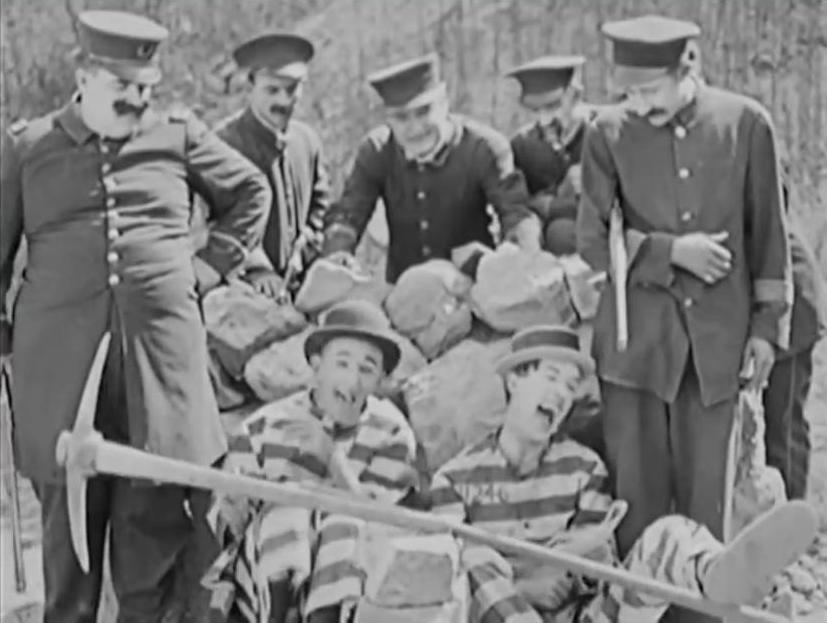
Frauds and Frenzies 1918

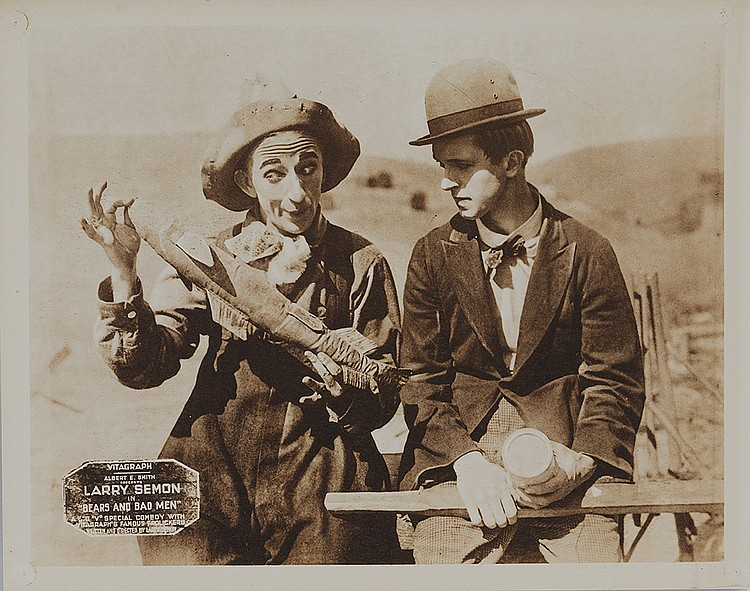
Bears and Bad Men 1918

La svolta avvenne nel 1917. Durante una tappa della tournée Stan conobbe una giovane cantante australiana, Mae Dahlberg, con la quale ebbe una relazione non solo artistica. Stan lasciò il trio per unirsi a lei formando lo "Stan and Mae Laurel". Le fonti concordano nel riferire che è grazie a lei se Stan cambiò il suo cognome (13 lettere - Stan Jefferson - un po' troppo per un attore superstizioso come lui) con "alloro" (Laurel, in inglese), scegliendolo per puro caso da un libro di storia.
Il nome nuovo, facile e sbrigativo, portò bene: durante una serata a Los Angeles, all'Hippodrome Theatre, fu avvicinato da Adolph Ramish, il proprietario del teatro che voleva farlo incontrare con un suo amico, Carl Laemmle, il capo della Universal, per farne scaturire un possibile contratto cinematografico. E così avvenne: nel 1917, Stan apparve in Nuts in May, il suo primo film. Purtroppo il film è andato perduto ma alcuni frammenti di pellicola sono stati ritrovati.
La carriera cinematografica iniziò con la Universal, per poi proseguire - senza successo - alla Rolin/Pathé di Hal Roach (il futuro papà di Stanlio e Ollio), dove Stan girò numerosi film di scarso successo, in parte andati perduti. Poi lavorò alla Vitagraph, dove venne affiancato a Larry Semon, noto in Italia come Ridolini. Con questi Stan girò tre film tutti del 1918: Huns and Hyphens e Bears and Bad Men conosciuto in Italia come Ridolini e la belva nera; nell'ultimo, Fraud and Frenzies (Ridolini e Stanlio al bagno penale, 1918), Stan e Semon figuravano come coprotagonisti, ma siccome Laurel risultava più divertente, Semon tagliò nel montaggio, soprattutto nel finale, diverse sue gag sminuendone la recitazione. Deluso, Stan pensò fosse allora meglio tornare al varietà, in attesa di nuove e migliori occasioni.

### The Lucky Dog(1921)

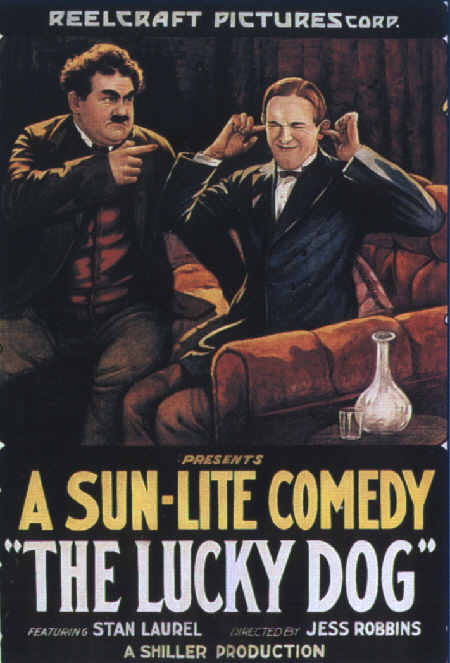
Stan Laurel e Oliver Hardy nel loro primo film

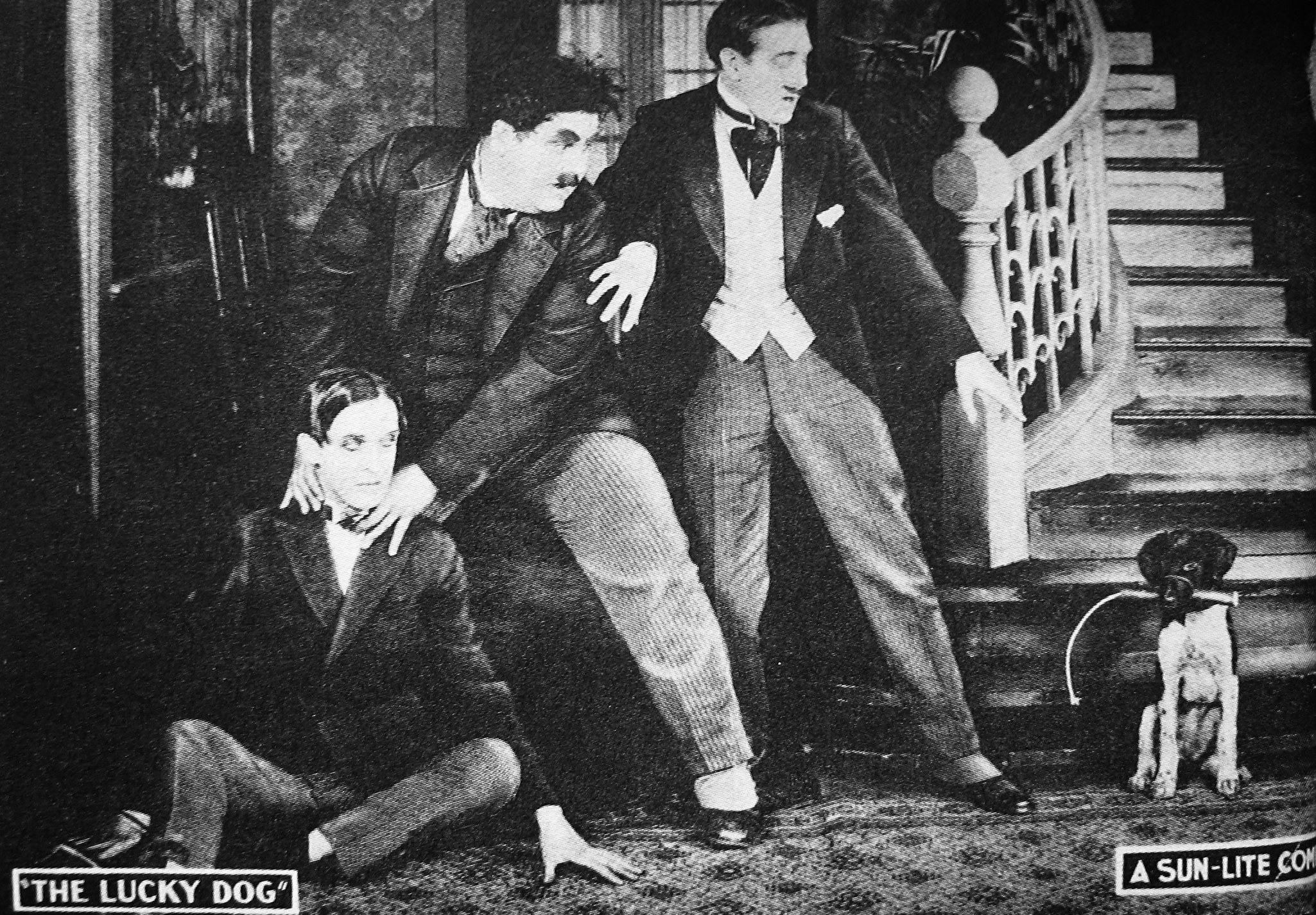
The lucky dog 1921

Lo "Stan and Mae Laurel" fu ripreso dal 1918 al 1920 con grande successo di critica e di pubblico. Particolarmente entusiasta dello spettacolo fu G. M. Anderson, che aveva impersonato nei primi film western muti il famoso personaggio di Broncho Billy. Anderson in occasione della formazione della sua nuova compagnia cinematografica, "Amalgamated Producing", nel dicembre del 1920 scritturò Stan.
La comica pilota della nuova serie fu Cane fortunato, girata agli inizi del 1921. Anderson chiamò a dirigerla Jess Robbins, all'epoca regista delle comiche di Jimmy Aubrey, che in Italia veniva chiamato "Fridolen"; siccome nel film c'era bisogno di un "cattivo", Robbins chiamò uno dei migliori del gruppo di Aubrey, Oliver Hardy. Laurel e Hardy s'incontrarono così, senza - per ora - alcun seguito di collaborazione. Dal 1922 al 1924, Stan girò molte comiche da uno-due rulli, ottenendo un buon successo come "nuovo comico", gettando nel dimenticatoio i suoi esordi nel cinema di pochi anni prima.
Nei film Stan interpretava un personaggio sicuro di sé, pasticcione, magrissimo (come non sarà mai quando farà coppia con Hardy), sfacciato e ottimista. Si distingueva dagli altri interpreti per la scelta di gag, tanto surreali quanto divertenti, ma che non eguagliavano il successo dei film di Chaplin, Keaton, Harold Lloyd. Passò alla Roach per una seconda volta, dove fu affiancato a James Finlayson, il futuro 'cattivo' di molte avventure di Laurel e Hardy. Finlayson interpretava la classica vittima dei pasticci di Stan a cui il burbero ometto con enormi baffi e occhi strabuzzati reagiva stravolgendo il volto per una rabbia incontenibile.

### Stan Laurel Comedies

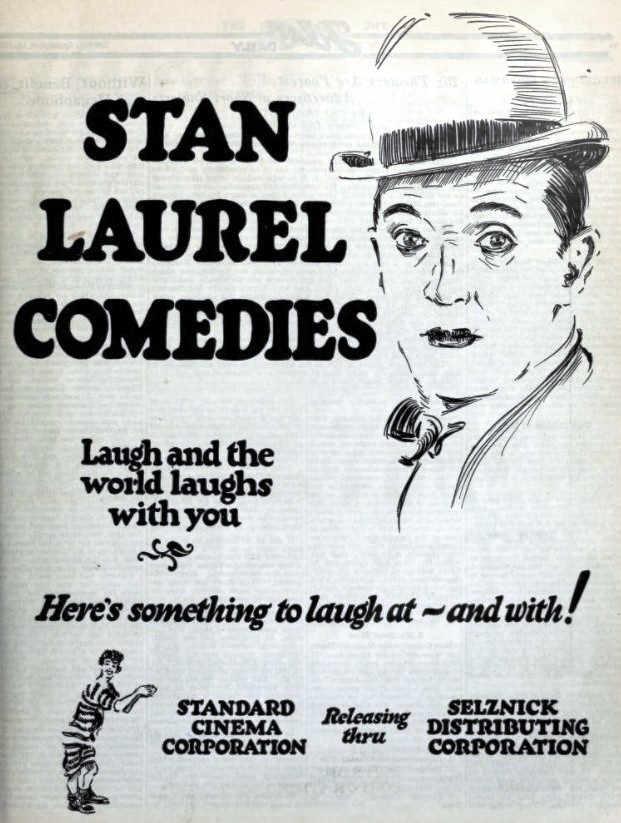
Una locandina dei film prodotti per la Stan Laurel Comedies

Da Roach passò - nel 1924 - al produttore indipendente Joe Rock, il quale gli propose una serie comica tutta sua, le Stan Laurel Comedies, un gruppo di 12 comiche che lo resero molto popolare. La vita privata di Stan, però, cominciò a stravolgere la sua carriera: produttore, esercenti, persino registi durante la lavorazione, non erano d'accordo con lui per una sola cosa: Mae Laurel. Brava, ma troppo corpulenta e poco femme fatale per il ruolo della protagonista, Mae combatté non poco, arrivando anche alle minacce, per ottenere le sue parti. Quando la situazione divenne insostenibile, Rock convinse Stan a mandarla via.
Mae partì per l'Australia nel 1925. Portava con sé 1 000 dollari e un paio di gioielli, cose che erano state fondamentali per convincerla ad andarsene. Ad ogni modo, era tempo di dare una svolta: stufo dei brogli finanziari di Rock, che faceva girare le comiche in due settimane tenendo per sé quello che avanzava dal budget, previsto per un mese di riprese, Stan accolse la richiesta di tornare alla Roach.

### Hal Roach Studios (1925)
Nel maggio del 1925 Hal Roach è a capo di un vero impero del divertimento, Lot of Fun, come venne definito all'epoca. Produttore di diverse serie comiche di buon successo, come quella di Charley Chase, Snub Pollard, delle Our Gang (Simpatiche canaglie), e della All Stars Series, dove gli attori della compagnia di Roach avevano la possibilità di recitare insieme nelle farse scatenate che piacevano molto al "boss".
Stan fu scritturato come regista di questa serie avendo a disposizione attori come James Finlayson, Clyde Cook, persino Theda Bara, e Oliver Hardy, passato alla Roach dopo una lunga gavetta come freelance. Il primo film che Stan diresse, Yes Yes Nanette, aveva Finlayson e Hardy come attori, e questo fu il primo film che Stan e Oliver fecero insieme alla Roach; è indubbio che questa loro collaborazione giovò molto alla nascita della loro amicizia, favorendo lo sviluppo di una grande complicità nella loro futura recitazione in coppia.
Stan diresse tre comiche con Hardy nel cast e scrisse gag e copioni per altri dieci film, sempre con lui come attore secondario.
La sua abilità creativa era stata finalmente presa in considerazione: già quando si trovava nella compagnia di Rock, Stan voleva avere controllo su tutto, dal montaggio alla creazione di gag e soggetti, e fu lui stesso a scrivere tutti gli sketch che interpretò dopo aver lasciato Karno nel 1912. Roach era sicuramente ben contento di questo e certo non poteva immaginare che un giorno avrebbe cominciato ad avere problemi proprio per le grandi doti creative di Stan Laurel.

### Prime parti di attore di coppia con Hardy

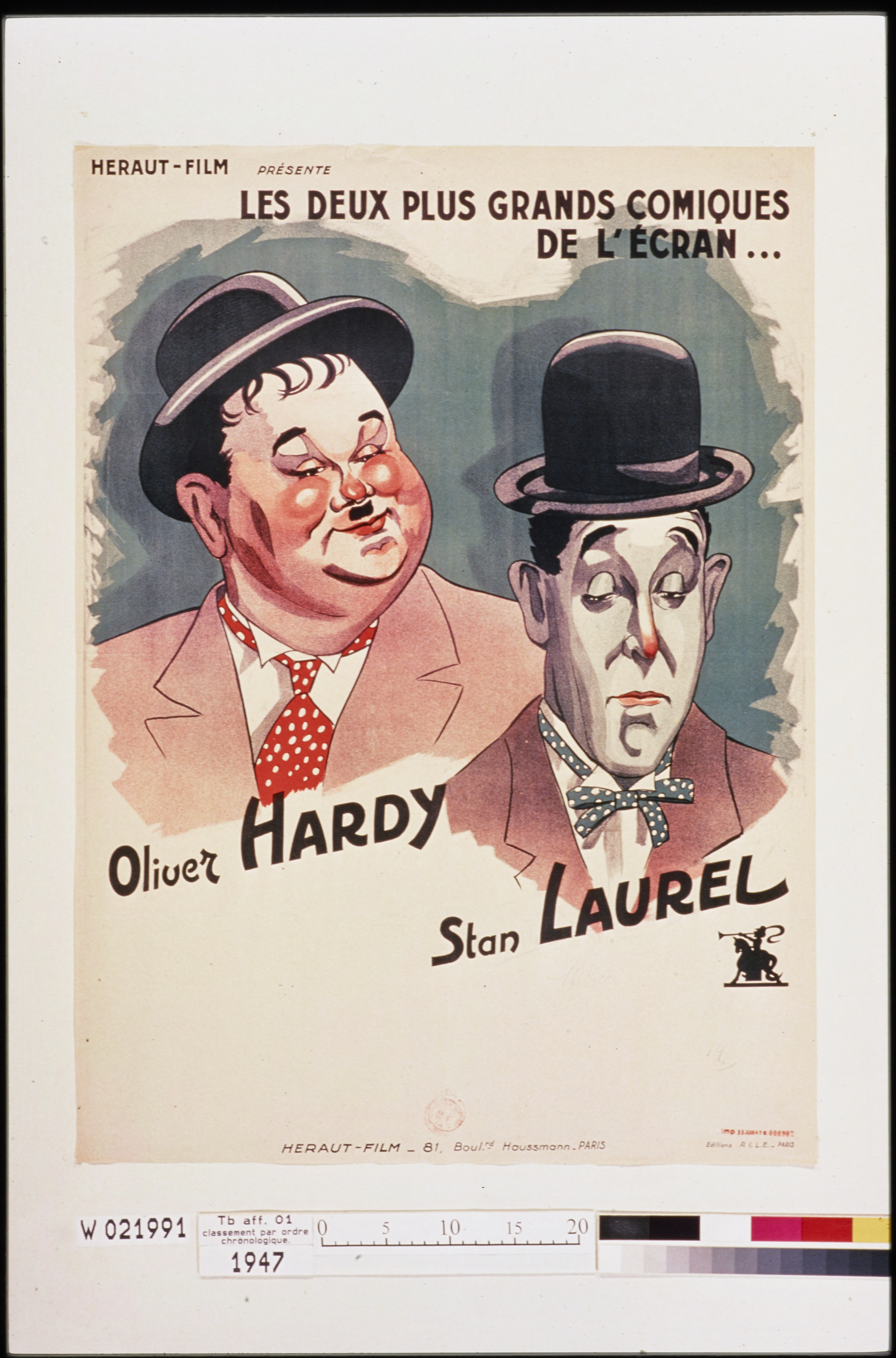
Caricatura francese di Stanlio e Ollio

Il destino era ormai pronto a formare Stan e Oliver come attori di coppia. Nel 1926, a giugno, le riprese di Get 'Em Young con Stan regista non iniziarono bene: uno degli attori, Oliver, non poté parteciparvi perché a tre giorni del primo ciak si fece male a casa sua mentre cucinava un cosciotto d'agnello, ustionandosi seriamente un braccio. F. Richard Jones, supervisore e regista, chiese a Stan di prendere il suo posto, ma questi rifiutò, temendo per il suo ruolo di regista.
Un aumento di stipendio, e la sicurezza di conservare la parte "creativa" dei suoi film, alla fine convinsero Stan ad accettare. In questo film l'attore, nella parte del maggiordomo di Harry Myers, inaugurò il suo tipico pianto isterico: un manierismo infallibile per risolvere un punto morto della scena. La cosa piaceva molto a Roach, ma Stan non era dello stesso parere, perché non amava le soluzioni facili e detestava ricorrere a questa scenetta come ripiego.
Tornato attore, per Stan fu quasi inevitabile incontrarsi con Hardy sul set. Il primo film che girarono insieme, Zuppa d'anatra (1927), era basato su un vecchio sketch (1908) del padre di Stan. I loro ruoli in coppia erano lontanissimi da quelli interpretati dai futuri Stanlio e Ollio, ma è ugualmente sorprendente vederli già così definiti nelle rispettive posizioni: quelle della vittima (Stan) e del padrone (Ollie), salvo il fatto che poi quest'ultimo diveniva a sua volta vittima della forza distruttrice del primo. Seguirono altri film che i due girarono insieme, ma divisi dalla trama: se Stan o Finlayson ricoprivano il ruolo di protagonista, Oliver non andava oltre il suo ruolo di "cattivo" o di caratterista ciccione (heavy).
Vi fu anche un film di coppia vero e proprio senza nulla di definitivo, come I detective pensano? (1927), dove i due debuttarono nei loro abiti poi diventati celebri: giacca, cravatta e bombetta. Il pubblico trovava più divertenti le loro scene insieme (come accadde in Mogli sfuggenti o in Marinai in guardia) che tutto il film da separati, e di questo alla Roach si accorsero un po' tutti quanti.
Leo McCarey, allora vicepresidente degli Studios, cominciò a riflettere seriamente sulla questione, proponendo a Stan e Ollie di fare coppia fissa. Si racconta che Stan non ne fosse per niente contento, non perché provasse antipatia nei confronti di Oliver, ma perché avrebbe voluto tornare a fare il regista lasciando definitivamente la recitazione; Oliver invece era desideroso di realizzare il progetto perché, dopo dodici anni da attore secondario, finalmente sarebbe diventato attore protagonista a tutto tondo.
Come andarono le cose è storia nota: nel giugno del 1927, con un copione di 19 pagine scritto da Leo McCarey, Stan Laurel e Oliver Hardy girarono il loro primo film in coppia, I due galeotti. Questo coincise con il passaggio di Roach dalla Pathé (che distribuiva anche le comiche del suo grande rivale, Mack Sennett) alla Metro-Goldwyn-Mayer.

### I tratti della coppia
Per tutta la seconda metà del 1927, Laurel e Hardy formarono i due personaggi che oggi ben conosciamo: due ingenui, bistrattati da tutti, potenzialmente sciocchi ma candidamente volenterosi di unirsi al mondo esterno con un lavoro (che non sanno fare), con un matrimonio (che non sanno gestire), passando insieme una giornata (che non riescono a terminare senza scatenare - non per primi - un litigio, la distruzione di un luogo etc.), vivendo insieme come due amici inseparabili nonostante la continua instabilità. Stanlio e Ollio sono due bambini nel corpo di adulti, impregnati da un'anima tanto buona quanto distruttrice. La loro novità era nei caratteri dei loro personaggi, come due fumetti a cui è stata data la grande possibilità di prender vita: Stanlio, assente e piagnucoloso, è magro e non sa stare al suo posto, mentre Ollio, grasso e dal viso tondo con uno sguardo sconsolato, tiene molto alla sua dignità con gesti eleganti quanto ridicoli. Il loro successo esplose come prima non era mai accaduto.

### Gli anni d'oro
(Vincenzo Cerami, Lectio magistralis – I laboratori del comico)

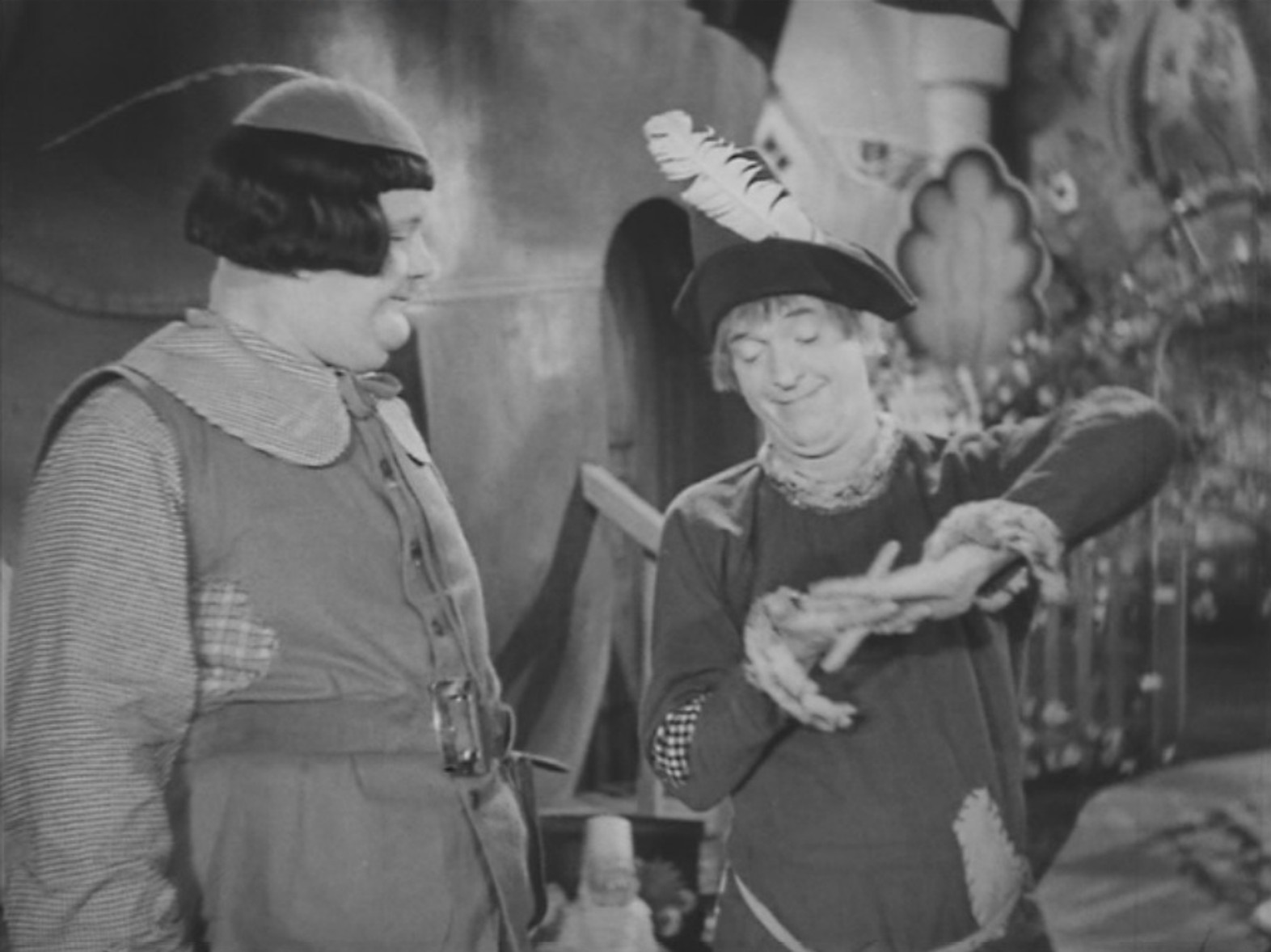
Stan Laurel (a destra) con l'inseparabile Oliver Hardy in Nel paese delle meraviglie (1934)

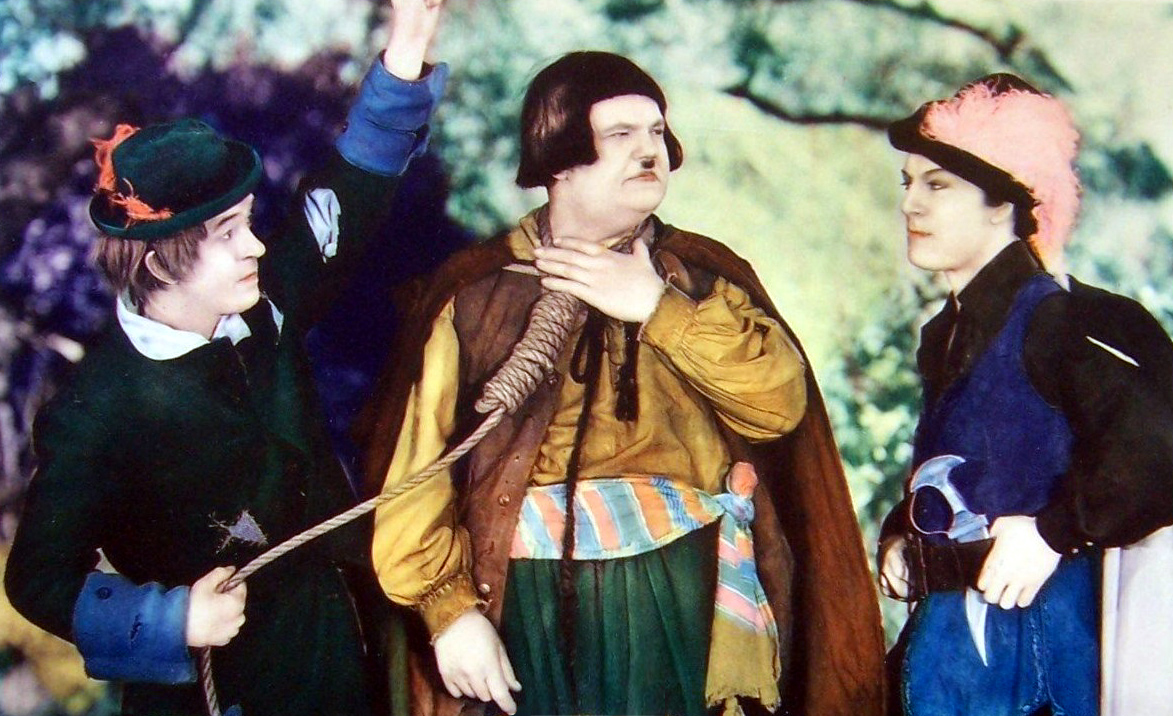
Laurel e Hardy nel film Fra Diavolo (1933)

Stan e Oliver lavorarono senza sosta per cinque anni, girando più di trenta comiche mute e una quarantina di comiche sonore. Passarono indenni alla novità del sonoro nel 1929, aggiungendo possibilità comiche potenziando la gag con il rumore (spesso fuori scena), cantando in duetti memorabili, lasciando le poche battute ad altri. Avevano grandi complici sulla scena (Charlie Hall, Finlayson, Edgar Kennedy, Stanley 'Tiny' Sandford, Mae Busch, Anita Garvin, Thelma Todd) e dietro le quinte: James Parrott, Leo McCarey (fino al 1930), James W. Horne fra i registi, e George Stevens, Art Lloyd nei cameramen, Richard Currier e Bert Jordan al montaggio.
L'uso delle musiche fu affidato a Marvin Hatley (inventore del Cuckoo Song, la "Canzone del Cucù"), che dal 1930 accompagna la loro entrata in scena, e in seguito a Leroy Shield, creatore di numerosi temi musicali oggi largamente rivalutati dalla critica.

### Il primo film sonoro
Il primo film sonoro fu Unaccustomed As We Are, uscito nel maggio del 1929. Se il parlato non fu un problema artistico fu invece un problema economico: infatti il doppiaggio non era stato ancora inventato, e l'unica soluzione per il mercato non americano fu quella per cui Laurel & Hardy girarono le loro comiche in spagnolo, italiano, tedesco e francese, suscitando così una maggiore ilarità per il pubblico straniero poiché i due storpiavano parole e sbagliavano accenti. Anche questo contribuì alla loro popolarità in Europa, soprattutto in Italia che mantenne nel doppiaggio, adottato anche da noi nel 1932-1933, questo loro italiano buffissimo.

### Vita privata

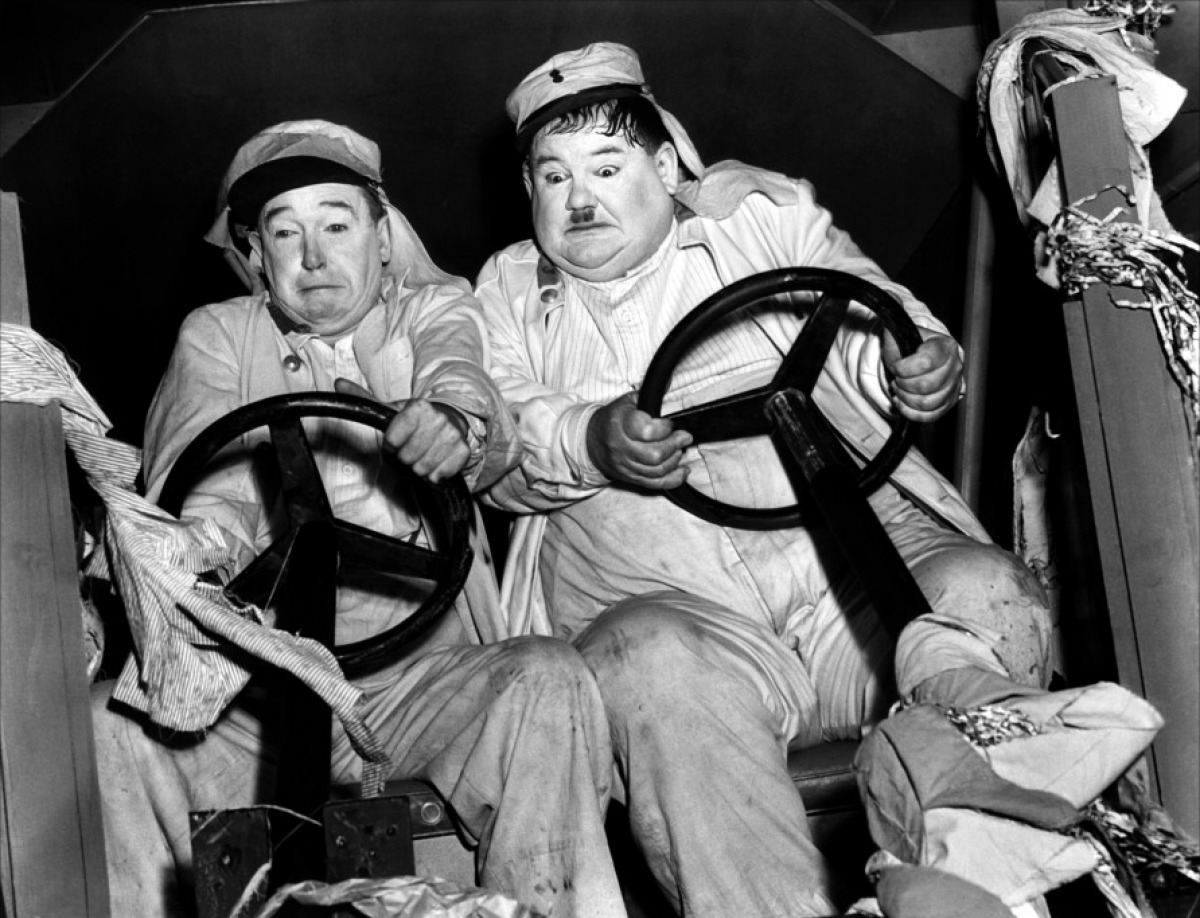
Laurel & Hardy guidano l'aereo impazzito ne I diavoli volanti (1939)

Nel 1932, all'apice della popolarità, i due decisero di prendersi una lunga vacanza estiva da trascorrere insieme (anche se non era usuale, per Laurel e Hardy, passare del tempo insieme) e scelsero come meta la Gran Bretagna.
Affiatati e molto amici, il motivo per cui i due comici raramente passavano del tempo insieme fuori dal set era perché avevano abitudini e stili di vita opposti: Stan, come si è detto, era un tipo tutto per il lavoro, che passava gran parte della sua giornata sul set e in sede di montaggio, poiché oltre che attore era anche regista-montatore non accreditato dei suoi film; Ollie, che si faceva chiamare "Babe" dai suoi amici (Stan incluso), era un tipo mondano, che passava le giornate sui campi di golf (grande passione della sua vita), alle corse dei cavalli, al bancone dei bar. Ma Ollie lasciava a casa la propria vita privata quando era sul set, dove seguiva alla lettera le indicazioni di Stan su che cosa fare in scena (ma non sul come farla: le espressioni facciali di Hardy, il modo di recitare e i gesti erano tutti opera sua). Oliver partecipava di rado alla stesura e al montaggio dei film, attività svolte con passione da Stan.
Fare un viaggio insieme era un'occasione unica, soprattutto per gli uffici stampa della MGM: accadde che sul loro cammino (da Los Angeles a New York, in nave fino a Southampton), i due incontrassero folle immense di fan e giornalisti. Così la loro vacanza divenne un evento divistico assolutamente clamoroso, che fece registrare calorosi benvenuti a Londra, Parigi, North Shields, Tynemouth, Blackpool, Leeds, Sheffield. Stan poté rivedere suo padre e la sua matrigna, Venitia (la madre Madge era morta all'età di 50 anni nel 1908).
Stanlio e Ollio scoprirono di essere diventati star del cinema. A conclusione di un anno unico, il 18 novembre 1932 il loro cortometraggio La scala musicale (The Music Box) venne premiato con l'Oscar.

### Crisi Roach-Laurel
La popolarità di Laurel e Hardy era in crescita sempre maggiore e Roach cominciò a pensare che i lungometraggi fossero la carta sicura su cui puntare per avere i maggiori incassi. Stan era d'accordo, anche se avrebbe preferito rimanere nella categoria dei cortometraggi, ma il problema era un altro: al comico non andavano bene i soggetti che Roach sceglieva per loro. Già nel 1932 Roach aveva parlato dei loro contrasti ai dirigenti della MGM, ma questi gli risposero via telegramma facendogli capire che non era loro intenzione sciogliere la coppia. A complicare la questione, anche su Hollywood piombarono gli effetti della grande depressione, che costrinsero gli Studios a decimare i loro dipendenti (attori inclusi) perché gli incassi cominciavano a calare spaventosamente.
Anche la serie di Stanlio e Ollio fu colpita dalla crisi: Roach assunse come nuovo direttore generale Henry Ginsberg, il quale impose subito tagli al budget così profondi da costringere lo staff di autori, compreso Stan, a cambiare le gag ed eventualmente i finali. Era la prima volta che Stan incontrava ostacoli nella realizzazione di un loro film e la cosa non deve averlo reso felice. Da lì cominciarono dei problemi di produzione e nacquero i primi scontri con Roach.

### I matrimoni di Stan
La crisi fra Roach e Laurel era resa più grave anche dalla situazione matrimoniale del secondo. Stan era sposato dal 1926 con Lois Neilson, da cui ebbe due figli: Lois (1927-2017) e Stanley Robert, nato il 31 maggio 1930 e morto prematuramente solo nove giorni dopo. Stan pagò caro il suo amore per il lavoro, per il quale era spesso assente da casa per restare agli Studi, impegnato con i suoi film. Nonostante i tentativi di salvare il proprio matrimonio, Lois chiese la separazione nel novembre del 1932, e poi il divorzio (divenuto definitivo nel 1935) nel maggio del 1933.
L'agitata vita sentimentale di Stan cominciò a fare capolino sui giornali: dopo il primo divorzio Stan si sposò con altre donne, alcune di esse con più di una cerimonia, perché le portava all'altare quando il divorzio non era ancora definitivo, rischiando l'accusa di bigamia, all'epoca reato molto grave. Questo caos matrimoniale, pubblicizzato sui giornali (che scherzavano con i loro personaggi perché sia sullo schermo che nella loro vita reale i loro matrimoni non finivano bene), non rallegrava Roach, preoccupato che la sua immagine di produttore di film per famiglie venisse scalfita dal comportamento "immorale" di Stan Laurel. L'ultimo matrimonio fu nel 1946 con la ballerina di origine russa Ida Kitaeva. La relazione durò fino alla morte dell'attore.
Quando Roach lavorò all'adattamento dell'opera Nel paese delle meraviglie (Babes in Toyland) per il nuovo film della coppia per il 1934, Stan ebbe da ridire su gran parte della storia. Quando i risultati regalarono a Laurel e Hardy recensioni entusiaste, Roach negò il successo serbando rancore nei confronti di Stan.

### La prima rottura con Roach
Per il lungometraggio successivo, Bonnie Scotland (1935), Stan stava lavorando per adattare e migliorare il copione, quando Roach perse la pazienza e lo licenziò il 15 marzo 1935. Ma questa separazione ebbe vita breve perché Roach si rese conto, anche per le tonnellate di lettere di protesta da parte dei fan di tutto il mondo, di quanto fossero importanti Stanlio e Ollio per i suoi Studios (i loro film erano il prodotto che incassava di più). Nessuno avrebbe voluto la serie annunciata, The Hardy Family.
L'8 aprile 1935, Stan firmò un nuovo contratto di due anni. Era chiaro come tra lui e Roach ci fosse una vera e propria crisi. Il produttore tentò allora di dargli la possibilità del massimo controllo artistico per i suoi film, facendo persino uscire i successivi lungometraggi - Allegri gemelli e I fanciulli del West, due capolavori girati nel 1936 - con il credit "Prodotto da Stan Laurel", quando in realtà Stan non aveva messo un soldo di tasca sua.

### La "Stan Laurel Production" e la "R.A.M."

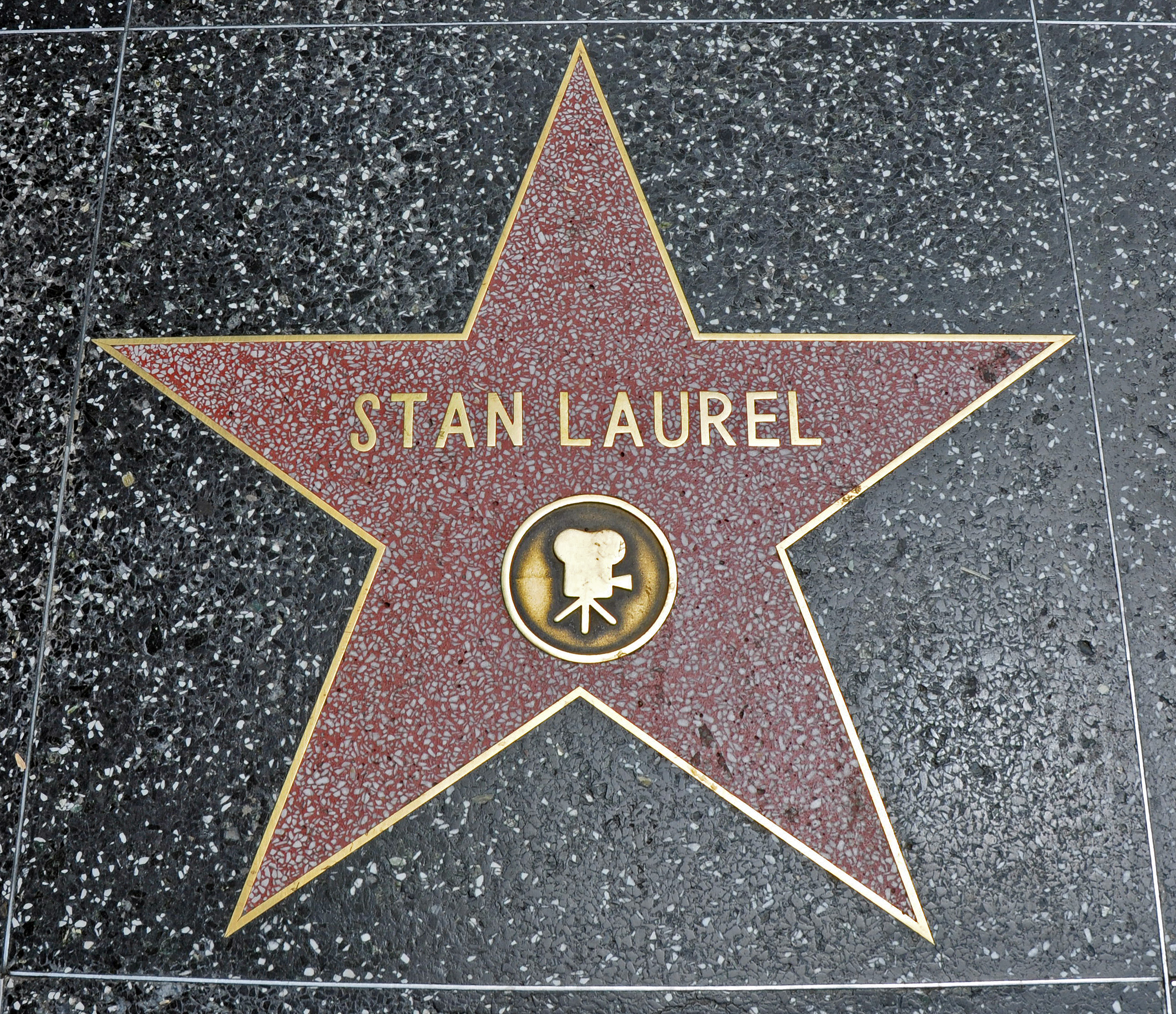
Stella sulla Hollywood Walk of Fame

Una vera casa di produzione Stan la fondò in un secondo momento, cioè al massimo della crisi con Roach, per tentare l'avventura come produttore, nonostante non avesse neanche il minimo dei fondi necessari. La "Stan Laurel Production", creata nel marzo del 1937, produsse al massimo solo western di serie B, ma nessun film con Hardy, ancora legato da contratto con Roach. Quest'ultimo nello stesso periodo annunciò un film con il solo Hardy, Road Show; ma le cose andarono diversamente.
Mentre la situazione matrimoniale dei due comici era decisamente confusa (nel 1937 Stan stava per sposarsi con una terza donna, mentre Babe stava divorziando dalla seconda), Roach tentò di fare affari (senza successo) con Vittorio Mussolini, il figlio del Duce, che era un grande fan di L&H, fondando una casa di produzione denominata "R.A.M." (Roach and Mussolini). Roach dovette fronteggiare proteste tali da parte della MGM e della comunità cinematografica, in parte di religione ebraica, da convincerlo a sciogliere il patto in tutta fretta.
Per uscire da questa battaglia, nell'ottobre del 1937 Roach fece firmare alla "Stan Laurel Production" (e non a Stan) un contratto di un anno. Ma le cose non migliorarono: Stan si era sposato con una donna irrequieta, Illiana Shuvalova, che gli stava rendendo la vita impossibile e lo teneva lontano dal set con le sue intemperanze (per esempio, era finita in carcere per aver messo a soqquadro un pub).

### Il secondo licenziamento
Nel 1937 L&H girarono Swiss Miss, l'ennesima commedia musicale che li sacrificava a "comprimari di lusso", seguito da Block-Heads, le cui riprese furono veloci e senza le attenzioni di una volta. Stan si assentava spesso, era svogliato e appena gli si presentò l'occasione sparì per diverso tempo, trascurando le eventuali anteprime. Infatti era tradizione che a seguito di un'anteprima, se c'era qualcosa da modificare o del nuovo materiale da creare, la troupe tornasse sul set per perfezionare il film, e in questo la presenza di Stan era fondamentale. Con questo film ciò non accadde.
Roach allora prese in mano la situazione: cambiò finale, ordinò nuove riprese e licenziò in tronco Laurel, sciogliendo il suo contratto nell'agosto del 1938. Subito fu organizzato il piano di lavorazione per il nuovo film di Hardy, in coppia con Harry Langdon, Zenobia - Ollio sposo mattacchione, mentre Stan minacciava azioni legali. Seguì un lungo periodo, dall'estate del 1938 alla primavera del 1939, dove successe di tutto.
Nella prima metà di settembre del 1938, i giornali riportarono l'annuncio di Mack Sennett di avere pronta una serie comica con Stan Laurel, Problem Child, ma all'annuncio non seguirono i fatti: Stan disse allora che sentiva aria di boicottaggio, ma in verità se il progetto non riuscì a prendere corpo era perché Sennett come produttore era finito ormai da tempo. Nel frattempo la vita familiare per Stan era un vero inferno, finché egli gettò la spugna presentando istanza di divorzio agli inizi del 1939.

### Riassunzione di Stan

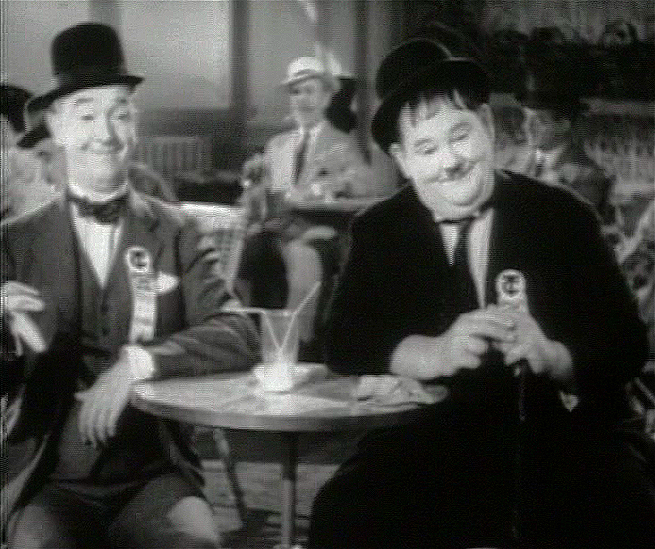
The Flying Deuces (1939)

Il film Ollio sposo mattacchione fu un flop, non senza clamore. Roach, recalcitrante, dovette riprendersi Stan e fece firmare a lui e a Babe due nuovi contratti simultanei (e separati) nell'aprile del 1939. Siccome i termini non erano esclusivi, Stan e Babe firmarono anche per la RKO Radio Pictures per un altro film, The Flying Deuces. Per Roach, che in quel momento lasciò la MGM per la United Artists (che non voleva la coppia "Hardy & Langdon"), girarono due ultimi classici, Noi siamo le colonne e C’era una volta un piccolo naviglio, usciti entrambi nel 1940. Furono gli ultimi bagliori.

### La rivista e i film con la Fox

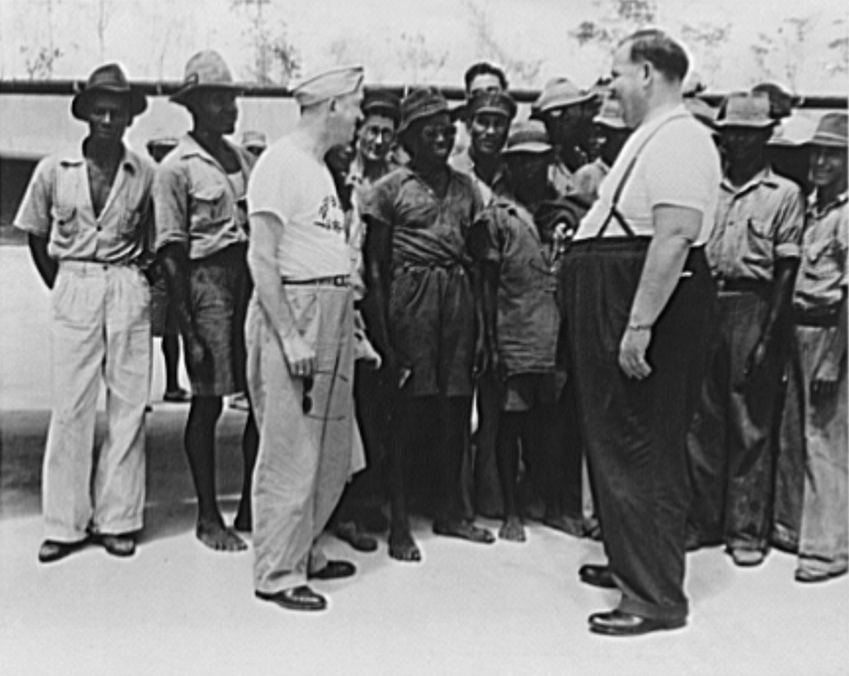
Stan Laurel in compagnia di Oliver Hardy in un'immagine del 1941

Desiderosi di diventare una coppia indipendente, Stan e Ollie fondarono una propria casa di produzione, "Laurel And Hardy Feature Productions", ma forse la voglia di libertà costò loro passi falsi.
Anzitutto nell'aprile del 1940 decisero di chiudere per sempre con Roach dopo una collaborazione, per quanto a volte tempestosa, durata tredici anni.
Ebbero la conferma di essere i maggiori comici del paese ottenendo i favori del pubblico quando presero parte agli spettacoli teatrali organizzati per raccogliere buoni per la guerra. Il primo spettacolo a San Francisco, con un copione scritto da Stan, The Driver's Licence Sketch, fu da loro rappresentato per due giorni prima del primo bombardamento nazista su Londra, il 22 settembre del 1940. L&H decisero di formare una propria compagnia di rivista, Laurel and Hardy Revue, il cui spettacolo si concludeva con il loro sketch che durava una buona mezz'ora.
Da settembre a dicembre del 1940, la coppia girò dodici città americane facendo il tutto esaurito. Il cinema si affacciò a loro nel 1941: L&H firmarono un contratto non esclusivo con la 20th Century Fox, ignari del blocco creativo che avrebbero incontrato sin dal primo film, Great Guns. Finito il primo film della Fox, Laurel e Hardy tornarono sul palcoscenico visitando le basi americane nel novembre-dicembre 1941. Ripresero gli spettacoli di rivista tra gennaio e marzo del 1942.
Presero parte anche alla "Hollywood Victory Caravan", dove settanta star del cinema girarono gli States con uno spettacolo di tre ore per raccogliere fondi per la guerra. James Cagney, fra gli attori della troupe (assieme a comici del calibro di Bob Hope, Groucho e Chico Marx), ammise che Laurel e Hardy "rubavano lo show". Ma i film per la Fox non regalarono ai fan della coppia le stesse risate. I copioni erano scritti in fretta, i personaggi di contorno stereotipati e inoltre una clausola del contratto impediva a Stan di intervenire durante la fase di montaggio.

### Gli ultimi anni
Quando il successo in America cominciò a diminuire, Laurel e Hardy decisero di recarsi in Europa, dove la loro fama era ancora grandissima: il (nuovo) successo fu immediato. Nel 1947-1948 effettuarono tournée in Gran Bretagna, Francia, Svezia e Danimarca. 
Proprio in Europa girarono l'ultimo film, Atollo K, una coproduzione italo-francese, la cui sceneggiatura, malvista negli USA, provocò un sensibile ritardo nell'uscita. Stan si ammalò durante le riprese: sullo schermo appare infatti in condizioni pietose. Il film si rivelò un flop, tanto che Stan sperò che non venisse mai distribuito oltre oceano.
Tornarono in Gran Bretagna non appena Stan si riprese abbastanza da portare in scena un nuovo sketch, On The Spot, per la stagione del 1952, seguita da un terzo e ultimo sketch, Birds of a Feather, per la stagione 1953-1954. La salute, ancora una volta, costrinse la coppia a tornare negli States e ad annullare le ultime tappe nel maggio del 1954. La loro popolarità, in America, ricominciò a crescere grazie alla massiccia riproposta dei loro migliori e vecchi film in televisione ma, curiosamente, più aumentava il loro prestigio come "vecchi maestri dello slapstick" e più venivano alla luce nuove generazioni di fan, meno comparivano offerte di lavoro per i due comici.
L'unica eccezione fu il progetto di una serie tv a colori, ideato dal figlio di Hal Roach, Le fiabe di Laurel e Hardy, accettato con entusiasmo dai due. Stan si rimise a scrivere dei copioni e delle gag, ma alla vigilia del primo ciak, nell'aprile del 1955, si ammalò e non se ne fece più niente.

### La morte dell'amico Hardy

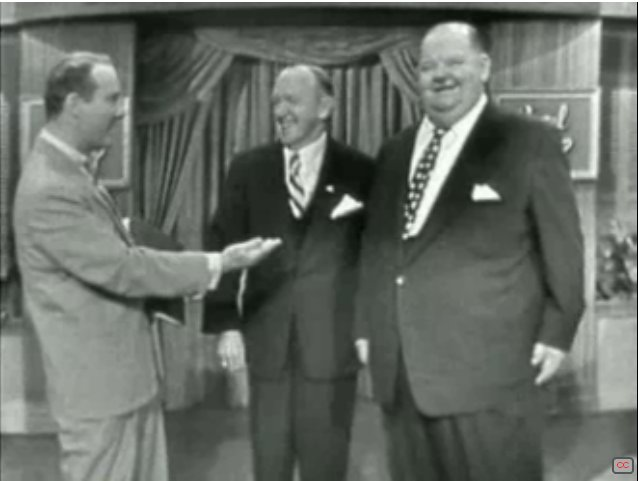
Laurel e Hardy ospiti del programma televisivo This is your life nel 1955

Il 7 agosto 1957, all'età di sessantacinque anni, morì Hardy, e con lui finì una coppia irripetibile. A Laurel, per motivi di salute, il medico proibì di partecipare al funerale del collega. Stan disse: «Babe avrebbe capito». L'assenza di Laurel in seguito sarebbe stata presa dai poco informati come prova che Laurel e Hardy nella vita privata si ignorassero. Le vere ragioni del fatto che Laurel il giorno delle esequie fosse rimasto nella sua casa di Malibù erano, invece, effettivamente dovute al divieto impostogli dal suo medico curante: lo scrive lo stesso Stan in una lettera datata 12 agosto 1957 e indirizzata ad alcuni amici.
Alla cerimonia funebre di Hardy parteciparono la moglie di Stan, Ida e la figlia, Lois Laurel. Hardy fu seppellito al Valhalla Memorial Park Cemetery a Hollywood. Negli ultimi anni della sua vita, Laurel venne finalmente gratificato con il Premio Oscar alla carriera (1961); Oliver Hardy non poté vedere né quel riconoscimento, né il rinascere dell'interesse per il lavoro della coppia da parte delle nuove generazioni. Nonostante fosse stato inizialmente restio, Stan scrisse anche lo Statuto dell'associazione internazionale che ancora oggi provvede a diffondere l'opera di questa grande coppia comica: i Figli del Deserto, nome dato in onore del film omonimo della coppia.
Nel 1963 il regista Stanley Kramer propose a Laurel un cameo nel suo film Questo pazzo, pazzo, pazzo, pazzo mondo, ma Laurel rifiutò, in quanto dopo la morte di Hardy aveva deciso di non recitare più.
Malgrado le voci di una sua presunta povertà, generate da un articolo giornalistico del 1959, Laurel visse agiatamente, grazie a investimenti effettuati già dagli anni trenta, nonostante il suo patrimonio fosse stato in parte intaccato dal crollo di Wall Street, da tasse e assegni di mantenimento dei suoi numerosi matrimoni.

### La morte

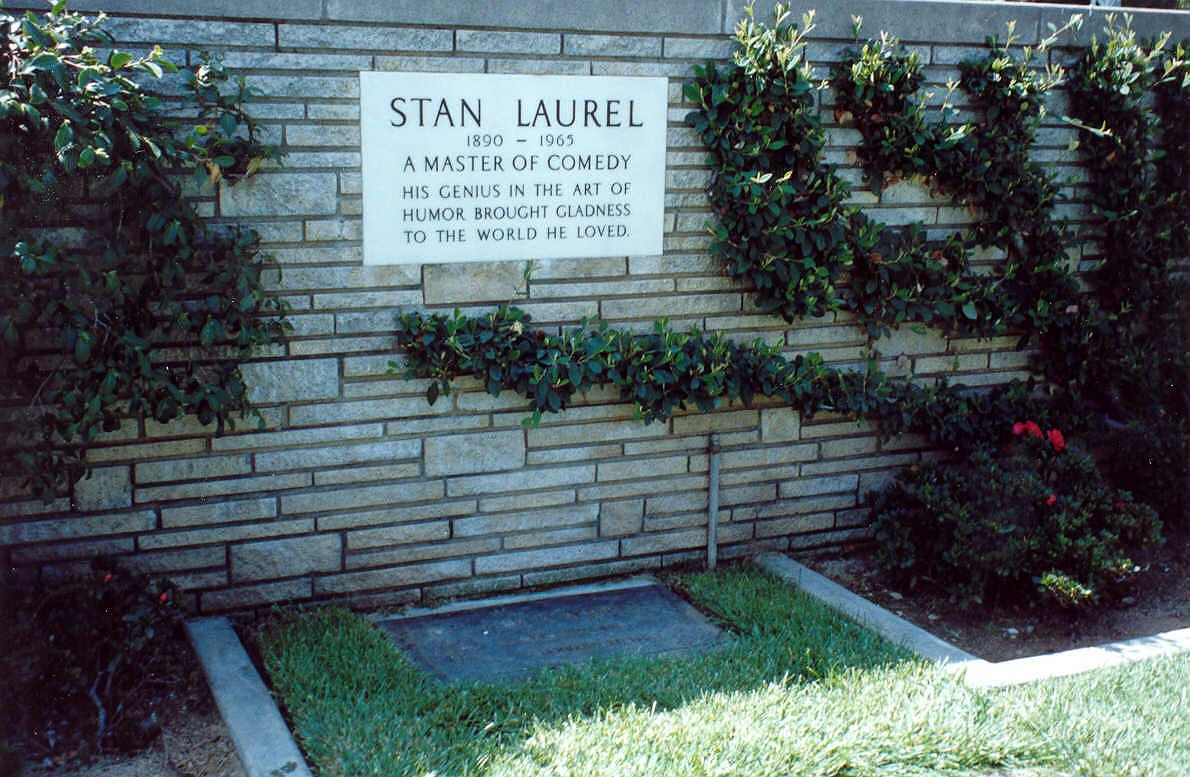
Tomba di Stan Laurel al Forest Lawn Memorial Park di Hollywood Hills

Laurel morì alle 13:45 del 23 febbraio 1965, all'età di 74 anni, nella Suite 203 dell'Hotel Oceana a Santa Monica, appartamento nel quale viveva con la moglie sin dal novembre 1958. Il funerale fu celebrato alla Church of the Hills del cimitero di Forest Lawn di Hollywood Hills, ove la salma fu poi cremata e tumulata.
In una lettera indirizzata due settimane prima all'amico Thomas Sefton, Stan parla di una brutta infezione alla bocca, trattata con applicazioni di raggi X, ma di difficile guarigione.
Stan Laurel è stato un vero genio della risata, capace di trarre da ogni situazione elementi per destare ilarità. Ironizzava in modo intelligente e raffinato sulla gente, sul mondo e sulla vita, ma prima di tutto su sé stesso. Si dice che egli, in punto di morte, si sia rivolto all'infermiera dicendole:

Infermiera: 
 Laurel: 
Dick Van Dyke, amico, protetto e occasionale imitatore di Laurel durante i suoi ultimi anni, ne fece l'elogio in occasione del funerale. Durante la cerimonia, il comico del cinema muto Buster Keaton fu udito dare il suo giudizio sulle grandi capacità dell'attore: "Il più divertente non era Chaplin, né io: era quest'uomo."

## Bio-film su Stanlio e Ollio

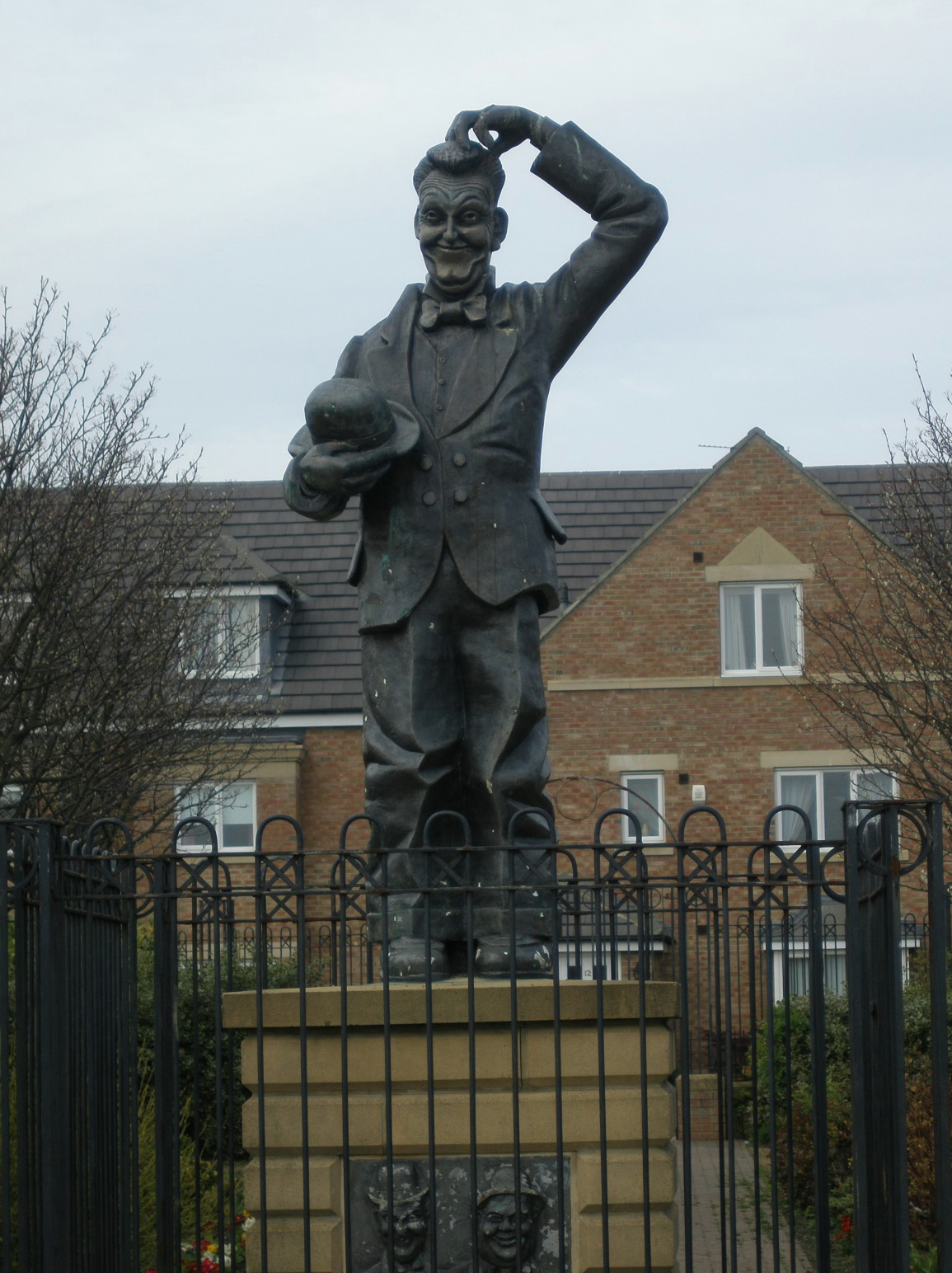
Statua colossale dedicata a Stan Laurel a Tynemouth, Regno Unito

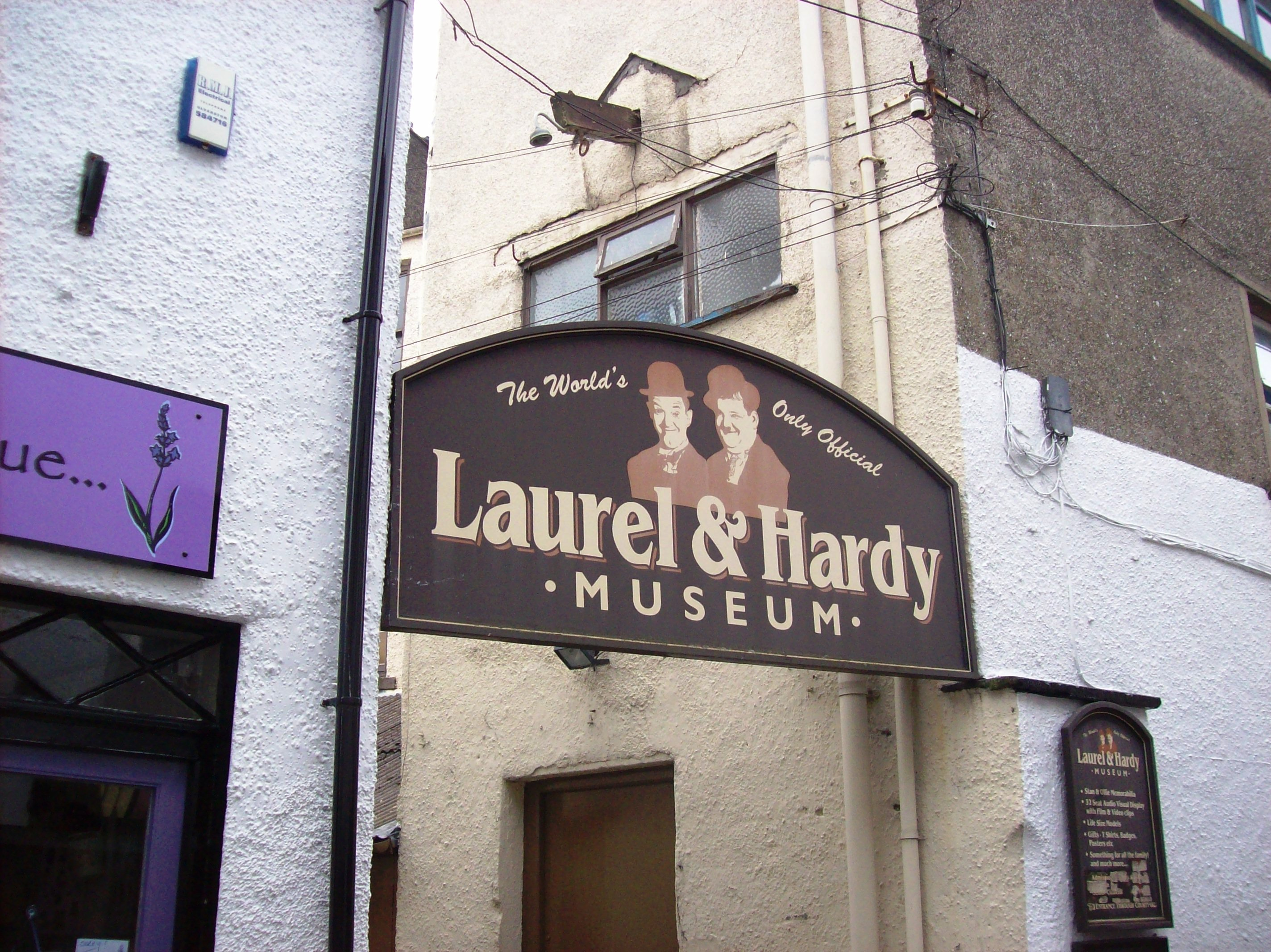
Il museo dedicato alla coppia Laurel and Hardy a Ulverston, città natale di Stan Laurel

Verso la fine degli anni cinquanta, cominciarono a circolare negli ambienti hollywoodiani voci di un film sulla vita di Laurel e Hardy. Per quanto lo stesso Stan, ancora in vita, non fosse molto entusiasta dell'idea, suggerì alla produzione i nomi di Jackie Gleason come interprete di Oliver Hardy e Art Carney per rappresentare lui stesso.
In seguito cambiò idea sul nome di Carney, quando conobbe, nel 1960, il giovane Dick Van Dyke perché, a suo dire, viveva la comicità nel corpo e nella vita. Il progetto non si realizzò. Lo stesso Van Dyke comunque nel 1963, durante una puntata del suo show, interpretò Stan con Henry Calvin nella parte di Ollie e girò in seguito The Comic (1969), biografia divertente di un fantasioso attore delle comiche del muto, simile per storia e personaggio a Buster Keaton, Harry Langdon e Stan Laurel.
Nel 1998, il produttore Larry Harmon girò assieme a John R. Cherry il film For Love or Mummy - The All New Adventures of Laurel & Hardy, che risultò sgradito a molti fan della coppia, qui interpretata da Bronson Pinchot nella parte di Stan e Gailard Sartain in quella di Ollie. Nel luglio 2004, BBC Radio trasmise un dramma scritto dal musicista Neil Brand, Stan, che racconta l'ultima visita di Stan al suo amico Babe, infermo a letto in gravi condizioni. Laurel, qui interpretato da Sir Tom Courtenay, rievoca con l'amico la sua storia, i loro film, il loro incontro, lo scontro con Roach, i problemi con le mogli.
Brand ha scritto del dramma anche una versione televisiva, andata in onda su Channel 4 il 6 giugno 2006. È questo l'unico film biografico interamente dedicato alla coppia: Jim Norton interpreta Stan e Trevor Cooper interpreta Babe, mentre le loro parti da giovani sono state interpretate da Nik Howden e Mike Goodenough. Il cinema non ha mai dimenticato i due grandi interpreti della comicità, i quali spesso sono stati citati in diversi film: ad esempio nei film Il Ragazzo tuttofare (1960), di e con Jerry Lewis, celebre comico statunitense grande ammiratore della coppia, e in La città delle donne (1980), di Federico Fellini. Perfino i Beatles li hanno immortalati nella copertina di Sgt. Pepper's Lonely Hearts Club Band.
Nel 2013, Gail Louw e Jeffrey Holland hanno debuttato con un breve one-man play "...And this is my friend Mr Laurel" al Camden Fringe festival. Il pezzo, con Holland nel ruolo di Laurel, è stato portato in tournée nel Regno Unito nel 2014 fino a giugno 2015.
Nel 2018, viene realizzato un nuovo film interamente dedicato al duo, riguardante il loro ultimo grande tour, Stan & Ollie, diretto da Jon S. Baird. 
Nel 2019, Laurel è stato votato come il più grande comico britannico di sempre da una giuria del canale televisivo britannico Gold.

## Filmografia

### Attore
Per i film interpretati con Oliver Hardy, si veda Filmografia di Stanlio e Ollio. Tutti i seguenti film sono cortometraggi.
- Nuts in May, regia di Robin Williamson (1917)
- Hickory Hiram, regia di Edwin Frazee (1918)
- Whose Zoo?, regia di Craig Hutchinson (1918)
- Phoney Photos, regia di Edwin Frazee (1918)
- Huns and Hyphens, regia di Larry Semon (1918)
- No Place Like Jail, regia di Frank Terry (1918)
- Bears and Bad Men, regia di Larry Semon (1918)
- Just Rambling Along, regia di Hal Roach (1918)
- Frauds and Frenzies, regia di Larry Semon (1918)
- O, It's Great to Be Crazy, regia di Leslie T. Peacocke (1918)
- Do You Love Your Wife?, regia di Hal Roach (1919)
- Hustling for Health, regia di Frank Terry (1919)
- Hoot Mon!, regia di Hal Roach (1919)
- The Egg, regia di Gilbert Pratt (1922)
- The Weak-End Party, regia di Gilbert M. Anderson (1922)
- Mud and Sand, regia di Gilbert Pratt (1922)
- The Pest, regia di Gilbert M. Anderson (1922)
- Mixed Nuts, regia di James Parrott (1922)
- When Knights Were Cold, regia di Frank Fouce (1923)
- The Handy Man, regia di Robert P. Kerr (1923)
- The Noon Whistle, regia di George Jeske (1923)
- White Wings, regia di George Jeske (1923)
- Under Two Jags, regia di George Jeske (1923)
- Pick and Shovel, regia di George Jeske (1923)
- Collars and Cuffs, regia di George Jeske (1923)
- Kill or Cure, regia di Scott Pembroke (1923)
- Gas and Air, regia di Scott Pembroke (1923)
- Oranges and Lemons, regia di George Jeske (1923)
- Short Orders, regia di Scott Pembroke e Hal Roach (1923)
- A Man About Town, regia di George Jeske (1923)
- Roughest Africa, regia di Ralph Ceder (1923)
- Frozen Hearts, regia di J.A. Howe (1923)
- The Whole Truth, regia di Ralph Ceder (1923)
- Save the Ship, regia di George Jeske e Hal Roach (1923)
- Gli sporcaccioni (The Soilers), regia di Ralph Ceder (1923)
- Scorching Sands, regia di Hal Roach e Robin Williamson (1923)
- Mother's Joy, regia di Ralph Ceder (1923)
- Smithy, regia di George Jeske e Hal Roach (1924)
- Postage Due, regia di George Jeske (1924)
- Zeb vs. Paprika, regia di Ralph Ceder (1924)
- Brothers Under the Chin, regia di Ralph Ceder (1924)
- Near Dublin, regia di Ralph Ceder (1924)
- Rupert of Hee Haw, regia di Scott Pembroke (1924)
- Wide Open Spaces, regia di George Jeske (1924)
- Kilt corti (Short Kilts), regia di George Jeske (1924)
- Mandarin Mix-Up, regia di Scott Pembroke (1924)
- Detained, regia di Scott Pembroke e Joe Rock (1924)
- Monsieur Don't Care, regia di Scott Pembroke e Joe Rock (1924)
- West of Hot Dog, regia di Scott Pembroke e Joe Rock (1924)
- Somewhere in Wrong, regia di Scott Pembroke e Joe Rock (1925)
- Twins, regia di Scott Pembroke e Joe Rock (1925)
- Pie-Eyed, regia di Scott Pembroke e Joe Rock (1925)
- The Snow Hawk, regia di Scott Pembroke e Joe Rock (1925)
- Navy Blue Days, regia di Scott Pembroke e Joe Rock (1925)
- The Sleuth, regia di Joe Rock e Harry Sweet (1925)
- Dr. Pyckle and Mr. Pryde, regia di Scott Pembroke e Joe Rock (1925)
- Half a Man, regia di Joe Rock e Harry Sweet (1925)
- Cowboys Cry for It, regia di Clyde Bruckman (1925)
- What's the World Coming To?, regia di Richard Wallace (1926)
- Get 'Em Young, regia di Fred Guiol e Stan Laurel (1926)
- On the Front Page, regia di James Parrott (1926)
- Wife Tamers, regia di James W. Horne (1926)
- Raggedy Rose, regia di Richard Wallace (1926)
- Seeing the World, regia di Robert A. McGowan e Robert F. McGowan (1927)
- Eve's Love Letters, regia di Leo McCarey (1927)
- Should Tall Men Marry?, regia di Louis J. Gasnier (1927)

### Regista
- Chasing the Chaser (1925)
- Yes Yes Nanette (1925) con Oliver Hardy
- Unfriendly Enemies (1925)
- Moonlight and Noses (1925)
- Wandering Papas (1926) con Oliver Hardy
- Madame Mystery (1926) con Oliver Hardy
- Should Husbands Pay? (1926)
- Wise Guys Prefer Brunettes (1926)
- Get 'Em Young (1926) (non confermato)
- Flaming Fathers (1927)

### Produttore
- Allegri gemelli (Our Relations, 1936) - Hal Roach/MGM
- I fanciulli del West (Way out West, 1937) - Hal Roach/MGM
- The Rangers' Round-Up (1938) Stan Laurel Productions/Republic
- I predoni di El Paso (Knights of the Plains) (1938) Stan Laurel Productions/Republic
- Songs and Bullets (1938) Stan Laurel Productions/Republic
- In Old Montana (1939) (produttore esecutivo) C.C. Burr Productions Inc.
- Two Gun Troubador (1939) (produttore esecutivo) C.C. Burr Productions Inc.

## Doppiatori italiani
Nelle versioni in italiano dei suoi film, Laurel è stato doppiato da:
- Mauro Zambuto in Tempo di pic-nic (1ª edizione), Sotto zero (2ª edizione), Un marito servizievole (2ª edizione), Un nuovo imbroglio (1ª edizione), Muraglie, Un salvataggio pericoloso (1ª edizione), Andiamo a lavorare (1ª edizione), I due legionari (1ª edizione), Tutto in ordine (1ª edizione), La scala musicale (1ª edizione, doppiaggio perduto, e 2ª edizione), Il circo è fallito (1ª edizione), Ospedale di contea (1ª edizione), Ospiti inattesi (1ª edizione, doppiaggio perduto, e 2ª edizione), Il compagno B (2ª edizione), Un'idea geniale (2ª edizione), Trainati in un buco (2ª edizione), Fra Diavolo (1ª edizione, doppiaggio perduto, e 2ª edizione), Il regalo di nozze (2ª edizione), La ronda di mezzanotte (2ª edizione), Lavori in corso (2ª edizione), Alchimia (1ª edizione), I figli del deserto (2ª edizione), Annuncio matrimoniale (2ª edizione), Andando a spasso (1ª edizione), Vita in campagna (1ª edizione), Nel paese delle meraviglie (2ª edizione), Il fantasma stregato, Questione d'onore (2ª edizione), Gelosia (1ª edizione), Fratelli di sangue, La ragazza di Boemia (2ª edizione), Avventura a Vallechiara, Vent'anni dopo, I diavoli volanti, Noi siamo le colonne, C'era una volta un piccolo naviglio, Ciao amici! (1ª edizione), Sim salà bim (1ª edizione, doppiaggio perduto), Il nemico ci ascolta, Gli allegri imbroglioni, Maestri di ballo (1ª edizione, doppiaggio perduto), Sempre nei guai (doppiaggio perduto), I toreador (1ª edizione, doppiaggio perduto), Atollo K
- Derek Fortrose Allen in La grande festa
- Carlo Cassola in Hollywood che canta, Sotto zero (1ª edizione), Un marito servizievole (1ª edizione, doppiaggio perduto), Il compagno B (1ª edizione, doppiaggio perduto), Un'idea geniale (1ª edizione, doppiaggio perduto), Trainati in un buco (1ª edizione, doppiaggio perduto), Anniversario di nozze (1ª edizione, doppiaggio perduto), Il regalo di nozze (1ª edizione, doppiaggio perduto), La ronda di mezzanotte (1ª edizione, doppiaggio perduto), Lavori in corso (1ª edizione, doppiaggio perduto), I figli del deserto (1ª edizione, doppiaggio perduto), Annuncio matrimoniale (1ª edizione, doppiaggio perduto), Nel paese delle meraviglie (1ª edizione, doppiaggio perduto), Questione d'onore (1ª edizione, doppiaggio perduto), Allegri eroi (1ª edizione, doppiaggio perduto), La ragazza di Boemia (1ª edizione, doppiaggio perduto), Allegri gemelli (1ª edizione, doppiaggio perduto), I fanciulli del West (1ª edizione)
- Fiorenzo Fiorentini in I ladroni (1ª edizione), I monelli, L'eredità (1ª edizione), Un nuovo imbroglio (2ª edizione), La bugia (1ª edizione), Non c'è niente da ridere, Il circo è fallito (2ª edizione), Annuncio matrimoniale (3ª edizione), Allegri gemelli (2ª edizione)
- Elio Pandolfi in Allegri eroi (2ª edizione)
- Carlo Croccolo in Tempo di pic-nic (2ª edizione), Lavori forzati (1ª edizione), I ladroni (1ª edizione), Un marito servizievole (3ª edizione), L'eredità (2ª edizione), La bugia (2ª edizione)
- Franco Latini in Concerto di violoncello, I due ammiragli, Tempo di pic-nic (3ª edizione), Lavori forzati (2ª edizione), I ladroni (2ª edizione), La sbornia, Sotto zero (3ª edizione), L'eredità (3ª edizione), I polli tornano a casa, La sposa rapita, Un salvataggio pericoloso (2ª edizione), I due legionari (2ª edizione), Tutto in ordine (2ª edizione), Pugno di ferro, La scala musicale (3ª edizione), Ospedale di contea (2ª edizione), Ospiti inattesi (3ª edizione), Un'idea geniale (3ª edizione), Anniversario di nozze (2ª edizione), Il regalo di nozze (3ª edizione), Lavori in corso (3ª edizione), Alchimia (2ª edizione), Annuncio matrimoniale (4ª edizione), Andando a spasso (2ª edizione), Vita in campagna (2ª edizione), Gelosia (2ª edizione)
- Enzo Garinei in Non abituati come siamo, Agli ordini di sua altezza (versione sonorizzata), L'esplosione, Sotto zero (4ª edizione, doppiaggio parziale), Un marito servizievole (4ª edizione), Un nuovo imbroglio (3ª edizione), I gioielli rubati, Andiamo a lavorare (2ª edizione), Questione d'onore (3ª edizione), Allegri eroi (3ª edizione), Allegri gemelli (3ª edizione), I fanciulli del West (1ª edizione), I fanciulli del West (2ª edizione), Scegliete una stella (2ª edizione), Ciao amici! (2ª edizione), Sim salà bim (2ª edizione), Maestri di ballo (2ª edizione), Il grande botto, I toreador (2ª edizione)
- Giorgio Melazzi in L'eredità (4ª edizione), La scala musicale (4ª edizione), Ospedale di contea (3ª edizione), Anniversario di nozze (3ª edizione)
- Luigi Parisi in Allegri gemelli (4ª edizione)